# Emerita (género)
Emerita es un género de crustáceos decápodos de la familia Hippidae, conocidos comúnmente como muy muyes o cangrejos topo. Se encuentran en zonas intermareales de playas arenosas, donde se entierran rápidamente en el rebalaje para evitar depredadores y filtrar alimento del agua.

## Especies
Algunas especies del género Emerita incluyen:
- Emerita almeidai - muy muy del Oriente de Brasil.
- Emerita analoga - muy muy del Pacífico americano.
- Emerita austroafricana - muy muy del Sudeste de  África y Madagascar.
- Emerita benedicti - muy muy de Golfo de México
- Emerita brasiliensis - muy muy del Costa Atlántica de Sudamérica.
- Emerita emeritus - muy muy del Asia del Sur y Sudeste asiático
- Emerita holthuisi - muy muy del Occidente de India, Golfo de Irán y Mar Rojo.
- Emerita karachiensis - muy muy de Pakistán
- Emerita portoricensis - muy muy del Caribe.
- Emerita rathbunae - muy muy del Oeste de Centroamérica.
- Emerita taiwanensis - muy muy de Taiwán.
- Emerita talpoida - Muy muy del Atlántico Norteamericano.